# آيت ناس الجبل (تنانت)
آيت ناس الجبل هي إحدى مشيخات المملكة المغربية، تتبع جغرافيا لإقليم أزيلال وإداريًا لتنانت. يقدر عدد سكانها بـ 2522 نسمة حسب الإحصاء الرسمي للسكان والسكنى لسنة 2004.